# Garrulax milleti
El charlatán de Millet (Garrulax milleti) es una especie de ave paseriforme de la familia Leiothrichidae endémica de Indochina.

## Distribución y hábitat
Se encuentra únicamente en el este de Indochina, distribuido por Laos y Vietnam. Su hábitat natural son los bosques húmedos tropicales.